# Пересекино (Нижегородская область)
Пересекино — село в Большеболдинском районе Нижегородской области. Входит в состав Молчановского сельсовета. Население 66 (2010) человек

## Общая физико-географическая характеристика
Географическое положение
По автомобильным дорогам расстояние до областного центра города Нижнего Новгорода составляет 200 км, до районного центра села Большого Болдино — 24 км. Абсолютная высота 178 метров над уровнем моря.
Часовой пояс
Пересекино, как и вся Нижегородская область, находится в часовой зоне МСК (московское время). Смещение применяемого времени относительно UTC составляет +3:00.

## История
В «Списке населенных мест» Нижегородской губернии по данным за 1859 год значится как владельческое село в первом стане Сергачского уезда при речке Альзе и пруде в 50 верстах от Сергача. В селе насчитывалось 46 дворов и проживало 703 человека (323 мужчины и 380 женщин). Функционировала православная церковь.

## Достопримечательности
- Церковь Покрова Пресвятой Богородицы

## Население
| 1999 | 2002 | 2010 |
| ---- | ---- | ---- |
| 142  | ↘115 | ↘66  |

Национальный состав
Согласно результатам переписи 2002 года, в национальной структуре населения русские составляли 96% из 190 человек.